# 懷特里夫足球會
懷特里夫足球會（Whyteleafe Football Club'）是一支位於英格蘭懷特里夫的職業足球會，現於英格蘭足球依斯米安聯賽東南組角逐。

## 紀錄
- 最佳聯賽表現: 英格蘭足球依斯米安聯賽甲組南第5名, 2002–03, 2014–15[1]
- 最佳英格蘭足總盃表現: 第一輪, 1999-00
- 最佳英格蘭足總錦標表現: 第四輪, 1998–99
- 最佳英格蘭足總瓶表現: 第五輪, 1980–81, 1985–86

## 榮譽
- 南部縣東部足球聯賽:[2]
  - 超聯組冠軍 (1): 2013–14
- 薩里高級聯賽:[3]
  - 超聯組冠軍 (1): 1968–69
- 英格蘭足球依斯米安聯賽:[4]
  - 乙組南亞軍 (1): 1988–89
- 薩里高級杯:[5]
  - 亞軍 (2): 1987–88, 2007–08
- 東薩里慈善杯 :[6]
  - 亞軍 (1): 1977–78
- 薩里青年杯:[7]
  - 亞軍 (1): 1951–52

## 外部連結
- Club website （页面存档备份，存于）